# Hyllus treleaveni
Hyllus treleaveni là một loài nhện trong họ Salticidae.
Loài này thuộc chi Hyllus. Hyllus treleaveni được Elizabeth Maria Gifford Peckham & George William Peckham miêu tả năm 1902.